# Trittico di Nava y Grimón
Il Trittico di Nava y Grimón è un dipinto a olio su tavola, (190x190 cm il pannello centrale e 190x97 ciascun pannello laterale) datato 1546 e attribuito a Pieter Coecke van Aelst (pannello centrale) e lateralmente al suo atelier. È l'opera d'arte più famosa e conosciuta del Museo municipale di belle arti di Santa Cruz de Tenerife, nelle Isole Canarie (Spagna).

## Storia
Tomás Grimón y García de Albarracín era maestro di campo legato alla Corona di Spagna e in contatto personale con le Fiandre. Portò a Tenerife questo trittico da Bruxelles per la cappella privata della sua casa a San Cristóbal de La Laguna, che si trova presso il sito ora occupato dal Palacio de Nava. Diventa così parte del patrimonio della famiglia Nava y Grimón.
Il trittico è una pala d'altare di grandi dimensioni, che nei primi anni del XVII secolo fu smembrato: le tavole laterali per la cappella della hacienda di San Clemente (nel comune di Santa Úrsula), di proprietà della stessa famiglia, e la tavola centrale per il Palacio de Nava.
Nel 1969 le tavole vennero rimosse per il restauro e divise nelle collezioni private dei suoi eredi. Nel 1991 furono raggruppati temporaneamente nella casa di famiglia Ascanio Estanca, fino alla loro acquisizione da parte di CEPSA Foundation. Oggi sono depositati presso il Museo municipale di belle arti di Santa Cruz de Tenerife e rappresentano uno dei più importanti dipinti fiamminghi delle Isole Canarie.
Nel 1998 il trittico fu trasferito a Madrid per partecipare alla mostra Obras maestras recuperadas, di cui era il fulcro.

## Descrizione e stile
Il dipinto ha tre diverse scene che riproducono vari argomenti legati alla nascita e l'infanzia di Cristo: la composizione centrale raffigurante la Natività, sul pannello frontale sinistro Circoncisione di Gesù e nella destra la Presentazione di Gesù al Tempio. Sul retro di entrambi, per chiudere le tabelle, l'Annunciazione alla Vergine Maria e l'Arcangelo Gabriele, all'interno di uno spazio classico marmoreo, come dal racconto del Vangelo di Luca.
Il lavoro unisce le figure allungate canoniche con elementi architettonici tratti da Vitruvio e di Sebastiano Serlio, o tavolozza manieristica ricca di formule arcaiche, che mostra da un lato la formazione di Pieter Coecke nell'Anversa manierista e dall'altra l'impronta dei suoi soggiorni in Italia e in Turchia, così come lo studio degli autori classici.